# Altenstadt an der Waldnaab

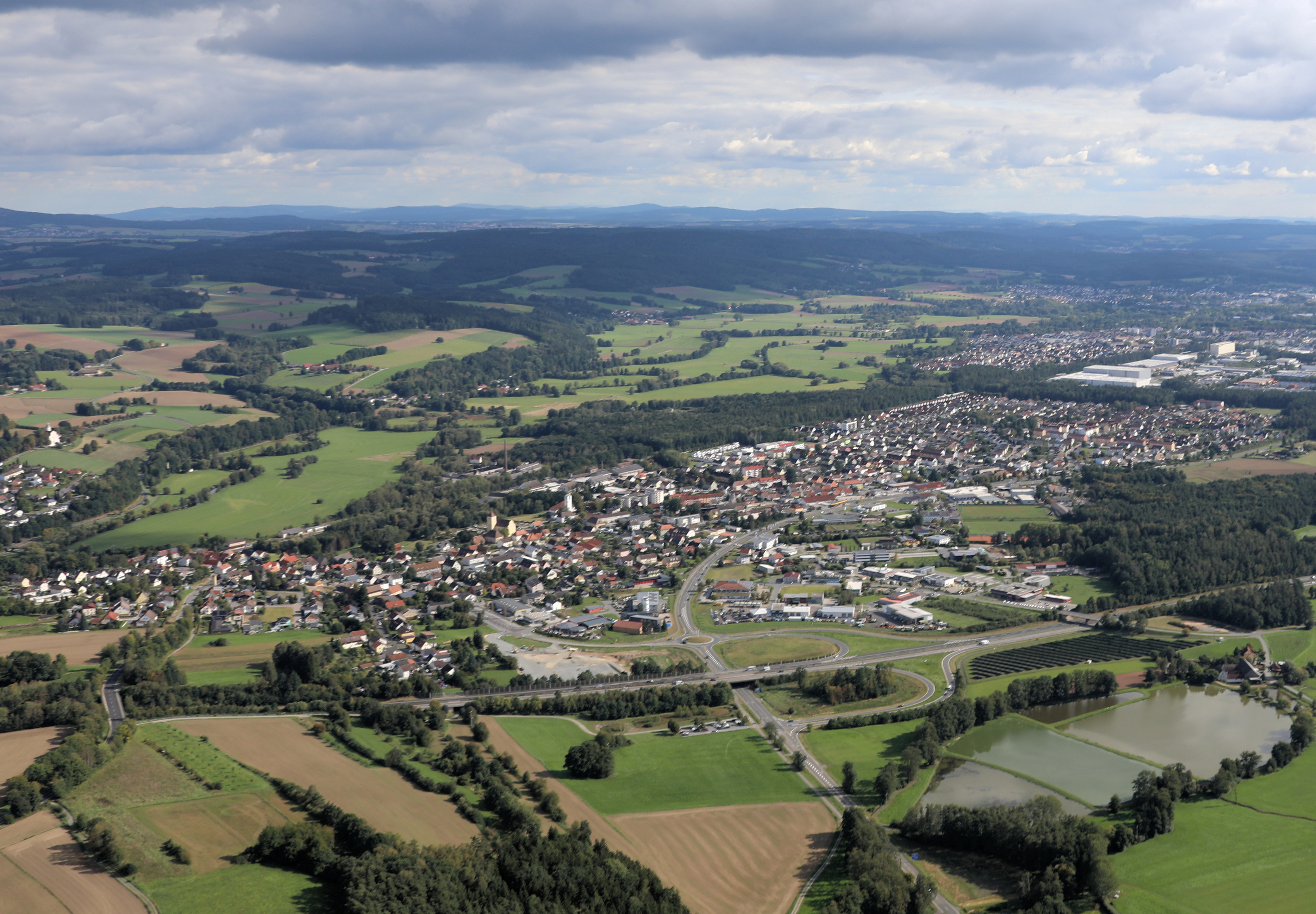
Altenstadt an der Waldnaab (2023)

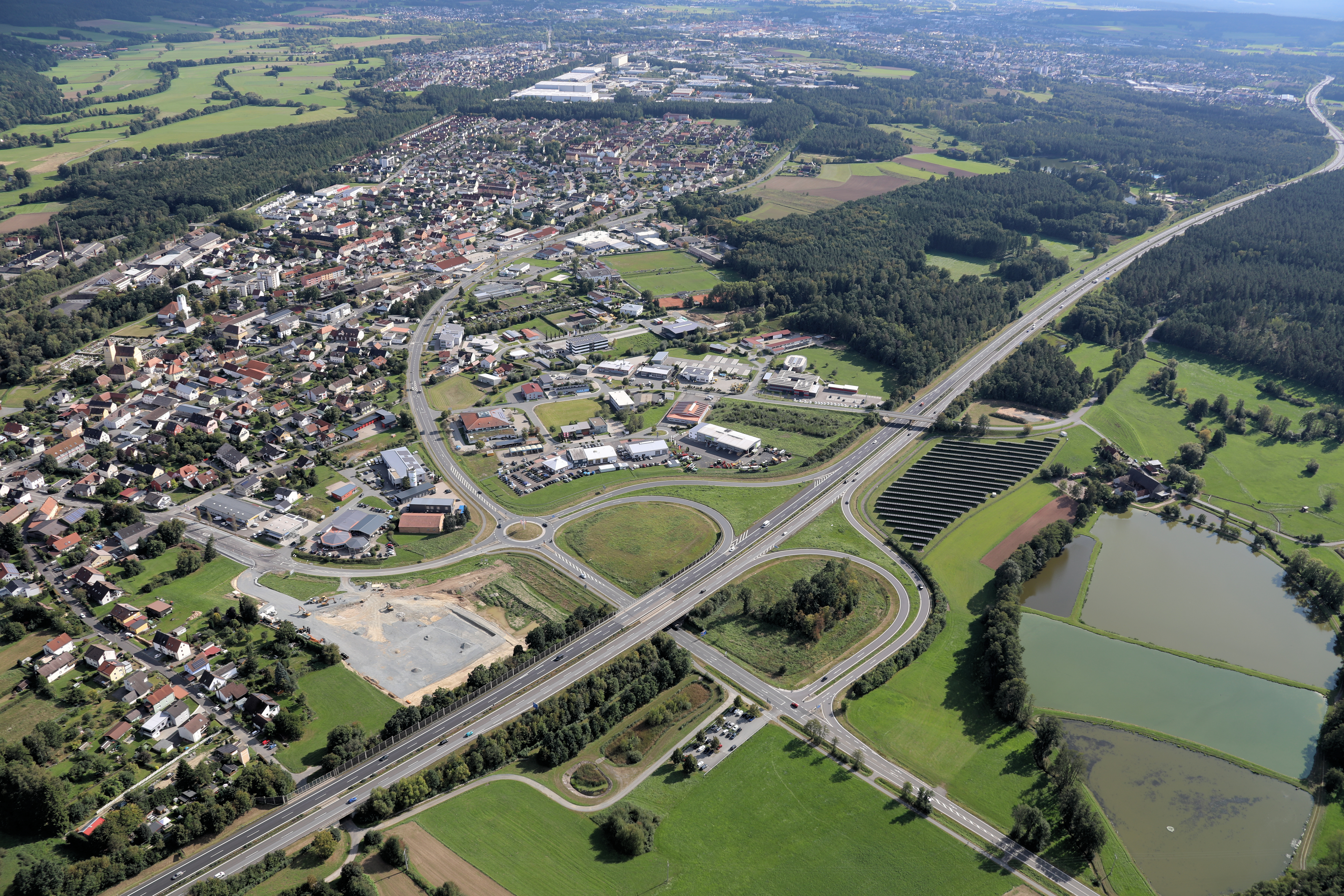
Altenstadt an der Waldnaab (2023)

Altenstadt an der Waldnaab (amtlich: Altenstadt a. d. Waldnaab) ist eine Gemeinde im Oberpfälzer Landkreis Neustadt an der Waldnaab.

## Geografie

### Geografische Lage
Altenstadt an der Waldnaab liegt im  Naturpark Nördlicher Oberpfälzer Wald.

### Gemeindegliederung
Es gibt sieben Gemeindeteile (in Klammern ist der Siedlungstyp angegeben):
- Altenstadt an der Waldnaab (Industrieort)
- Buch (Dorf)
- Haidmühle (Einöde)
- Kotzau (Weiler)
- Meerbodenreuth (Dorf)
- Sauernlohe (Weiler)
- Süßenlohe (Einöde)

Gemarkungen sind Altenstadt an der Waldnaab und Meerbodenreuth.

### Nachbargemeinden
Die Gemeinde grenzt an die Gemeinden Neustadt an der Waldnaab, Störnstein, Weiden in der Oberpfalz, Parkstein und Kirchendemenreuth. Neustadt und die Kreisfreie Stadt Weiden grenzen direkt an und bilden gemeinsam mit Altenstadt einen Ballungsraum.

## Geschichte

### Bis zur Gemeindegründung
Zur Entstehung des Ortes, der im Nordgau lag, ist nichts Sicheres bekannt. Vermutlich erfolgte eine erste Ansiedlung um das Jahr 900 n. Chr. Bemerkenswert ist, dass am zur Gemeinde gehörenden Kalvarienberg und entlang der Windischeschenbacher Straße vorgeschichtliche Scherben (Datierung LaTéne B/C1 und Urnenfelderzeit) sowie eine Vielzahl getemperter und nicht getemperter Silexkernsteine sowie Silexabschläge und Werkzeuge endpaläolithischen und mesolithischen Ursprungs gefunden wurden. Es ist zu vermuten, dass sich dort eine steinzeitliche Freilandstation, in der Silexwerkzeuge hergestellt wurden, befand. Nach der Tabula Peutingeriana lag das Gebiet um Christi Geburt im Siedlungsbereich der Narisker.
Im Jahr 1000 hatte der Ort nachweislich bereits eine christliche Kirche und hieß zunächst  Traindorf.  Dieser Ortsname geht möglicherweise auf Fahren oder Treiben, also einen Platz zum Pferdewechsel zurück. Traindorf lag an drei bedeutenden alten Handels- und Heeresstraßen, der sogenannten Goldenen Straße von Prag über das Gebiet der Choden nach Nürnberg, der Magdeburger Straße von Regensburg nach Magdeburg und der Eisenstraße, die von Auerbach kommend in Traindorf auf die Goldene Straße stieß. Im 13. Jahrhundert entstand die heutige Bezeichnung Altenstadt. Bis 1261 war Altenstadt bzw. Traindorf im Besitz der Grafen von Alt(en)dorf, später der von Ortenburg. Anschließend wurde Altenstadt an der Waldnaab Eigentum des Herzogs Ludwig der Strenge, dessen Sohn, Kaiser Ludwig der Bayer, die Herrschaft an die Landgrafen von Leuchtenberg verpfändete. Später lag es im Lehensbereich der böhmischen Krone und war reichsunmittelbar. Die Lehensträger in dieser Zeit waren die Herren von Pflugk, von Guttenstein – Vrtba und die Ritter von Heideck. Anschließend gehörte Altenstadt bis zum Jahr 1806 zur gefürsteten Reichsgrafschaft Störnstein unter dem Fürstenhaus Lobkowitz und wurde 1807 an Bayern verkauft.
Zu Altenstadt hat auch ein Eisenhammer bestanden, der 1652 genannt wird. 1657 sitzt Wilhelm Schreyer auf dem Hammer Altenstadt. Diese Familie besaß zeitweise auch den Hammer Gänlas und den Hammer Bodenwöhr.
Nach der Rheinbundakte vom Jahre 1806 lag Altenstadt an der Waldnaab bis 1918 im Königreich Bayern unter den Wittelsbachern. Im Zuge der Verwaltungsreformen in Bayern entstand mit dem Gemeindeedikt von 1818 die heutige Gemeinde.

### 19. und 20. Jahrhundert
Der Bau des Bahnhofs und der Anschluss an das Eisenbahnnetz im Jahre 1862 förderte die Ansiedlung von zahlreichen Glashütten in der Region, was auch für Altenstadt einen wirtschaftlichen Aufschwung mit sich brachte. Die Firmen Beyer & Co. und Hofbauer produzierten weltweit geschätztes Bleikristall mit entsprechenden Umsätzen und Einnahmen. Ein Wechsel in der Geschmacksrichtung der Verbraucher brachte den Verlust von Absatzmöglichkeiten für Gegenstände aus Bleikristall und führte in den 1980er und 1990er Jahren zum Verlust von Hunderten von Arbeitsplätzen.

### Religionen
Altenstadt hat zwei katholische Kirchen, die Pfarrkirche Heilige Familie und die alte Pfarrkirche Mariä Himmelfahrt, und eine evangelisch-lutherische Kirche, die Jesus-Christus-Kirche. Durch Zuzug nach Ende des Zweiten Weltkriegs entstand eine muslimische Glaubensgemeinschaft. Die Mehrheit der Bewohner ist römisch-katholischen Glaubens.

### Änderungen des Gemeindegebietes
Der Gemeindeteil Mühlberg wurde zum 1. April 1972 auf Antrag seiner Einwohner aus der Gemeinde Altenstadt ausgegliedert und gehört seitdem zur Nachbarstadt Neustadt an der Waldnaab. Am 1. Juli 1975 wurde die Gemeinde Meerbodenreuth eingegliedert.

### Einwohnerentwicklung
| Jahr      | 1961 | 1970 | 1987 | 1991 | 1995 | 2000 | 2005 | 2010 | 2015 | 2020 |
| --------- | ---- | ---- | ---- | ---- | ---- | ---- | ---- | ---- | ---- | ---- |
| Einwohner | 3480 | 4090 | 4217 | 4619 | 4701 | 5105 | 5055 | 4884 | 4776 | 4751 |

- Wegen der unmittelbaren Nähe zu Weiden in der Oberpfalz ist Altenstadt ein gefragter Wohnort.
- Zwischen 1988 und 2018 wuchs die Gemeinde von 4265 auf 4793 um 528 Einwohner bzw. um 12,4 %.

## Politik

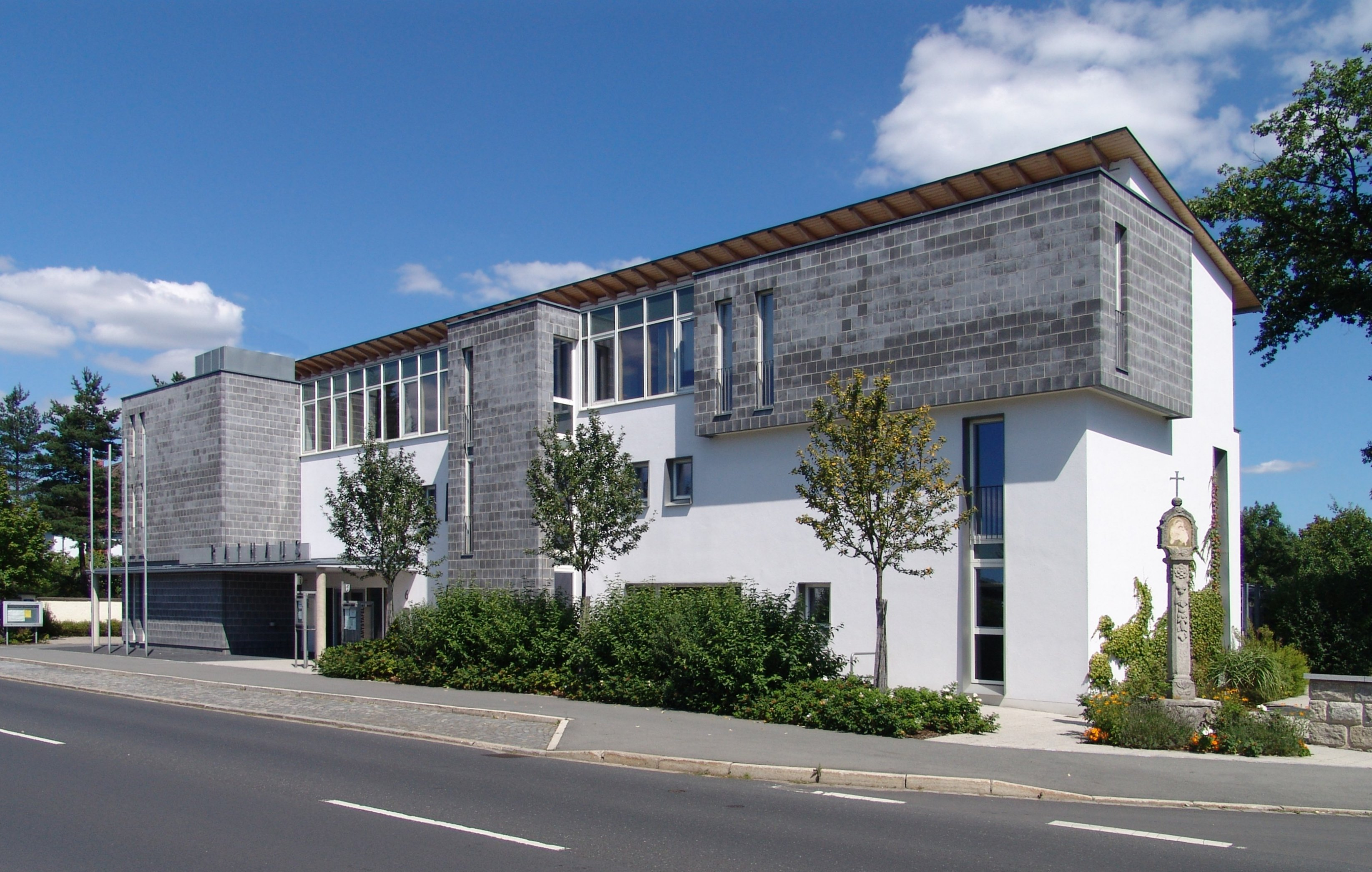
Rathaus von Altenstadt

### Gemeinderat und Bürgermeister
Der Gemeinderat besteht aus 16 Mitgliedern. Bei den Kommunalwahlen am 15. März 2020 erreichten:
- CSU: sechs Sitze
- SPD: sechs Sitze
- Freien Wähler: vier Sitze

Als Erster Bürgermeister wurde mit über 52 % der Stimmen Ernst Schicketanz (SPD) im Amt bis 2026 bestätigt.

### Wappen
|                                    | Blasonierung: „In Silber oben ein schräggestellter roter Adler, unten eine schräglinke schwarze Pflugschar.“ |
| Das Wappen wird seit 1959 geführt. | |

## Kultur und Sehenswürdigkeiten

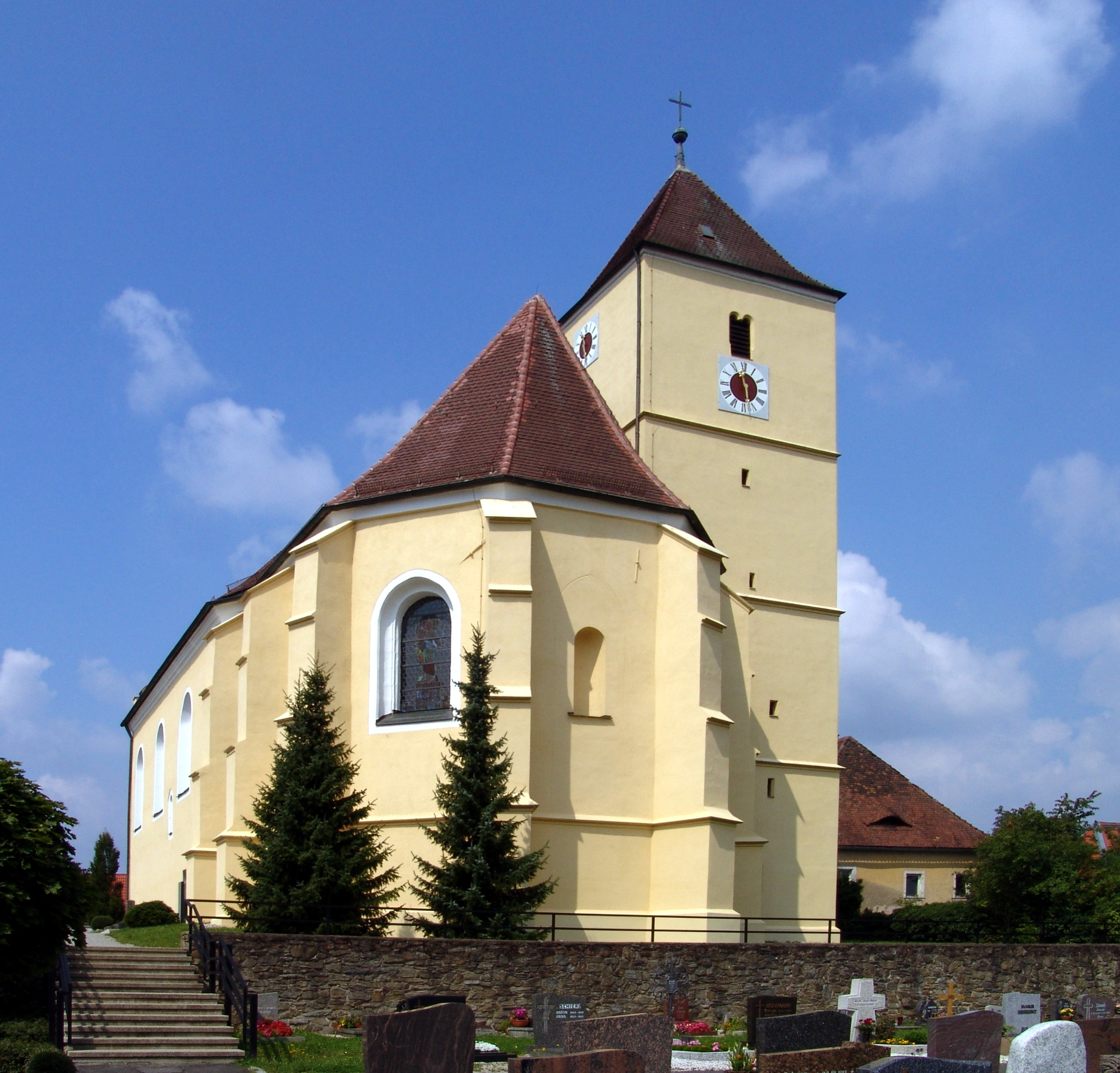
Die romanische Wehrkirche „Mariä Himmelfahrt“

Altenstadt liegt an der Glasstraße. Bekannteste Sehenswürdigkeit ist die romanische Wehrkirche Mariä Himmelfahrt, die um 1150 erbaut wurde. In der Kirche befinden sich die Grabstätten der Familie von Heideck sowie ein Taufstein aus dem 12. Jahrhundert. Im sogenannten Alten Forsthaus befand sich bis zur Eröffnung des Heimatmuseums die Heimatstube des Heimatvereins, das sogenannte Anton-Wurzer-Zimmer. 2014 wurde die Sammlung in das Museum im „Alten Schulhaus“ verlegt. Weitere Sehenswürdigkeiten sind die Pestsäule von 1697 und der Kreuzweg am Kalvarienberg. In der im März 2008 offiziell eingeweihten Goldenen Gasse (Zlata stezka) zwischen der Grundschule und dem Kindergarten wird auf 14 Tafeln der Verlauf der Goldenen Straße von Nürnberg nach Prag großflächig veranschaulicht.

## Wirtschaft und Infrastruktur

### Wirtschaft einschließlich Land- und Forstwirtschaft
Im Jahr 2021 gab es nach der amtlichen Statistik 1482 Personen sozialversicherungspflichtig beschäftigte am Arbeitsort. Sozialversicherungspflichtig Beschäftigte am Wohnort gab es insgesamt 1947. Im verarbeitenden Gewerbe (sowie Bergbau und Gewinnung von Steinen und Erden) gab es zwei Betriebe, im Bauhauptgewerbe zwei Betriebe. Zudem bestanden im Jahr 2020 20 landwirtschaftliche Betriebe mit einer landwirtschaftlich genutzten Fläche von 595 Hektar. Davon waren 329 Hektar Ackerfläche und 266 Hektar Dauergrünfläche.

### Verkehr

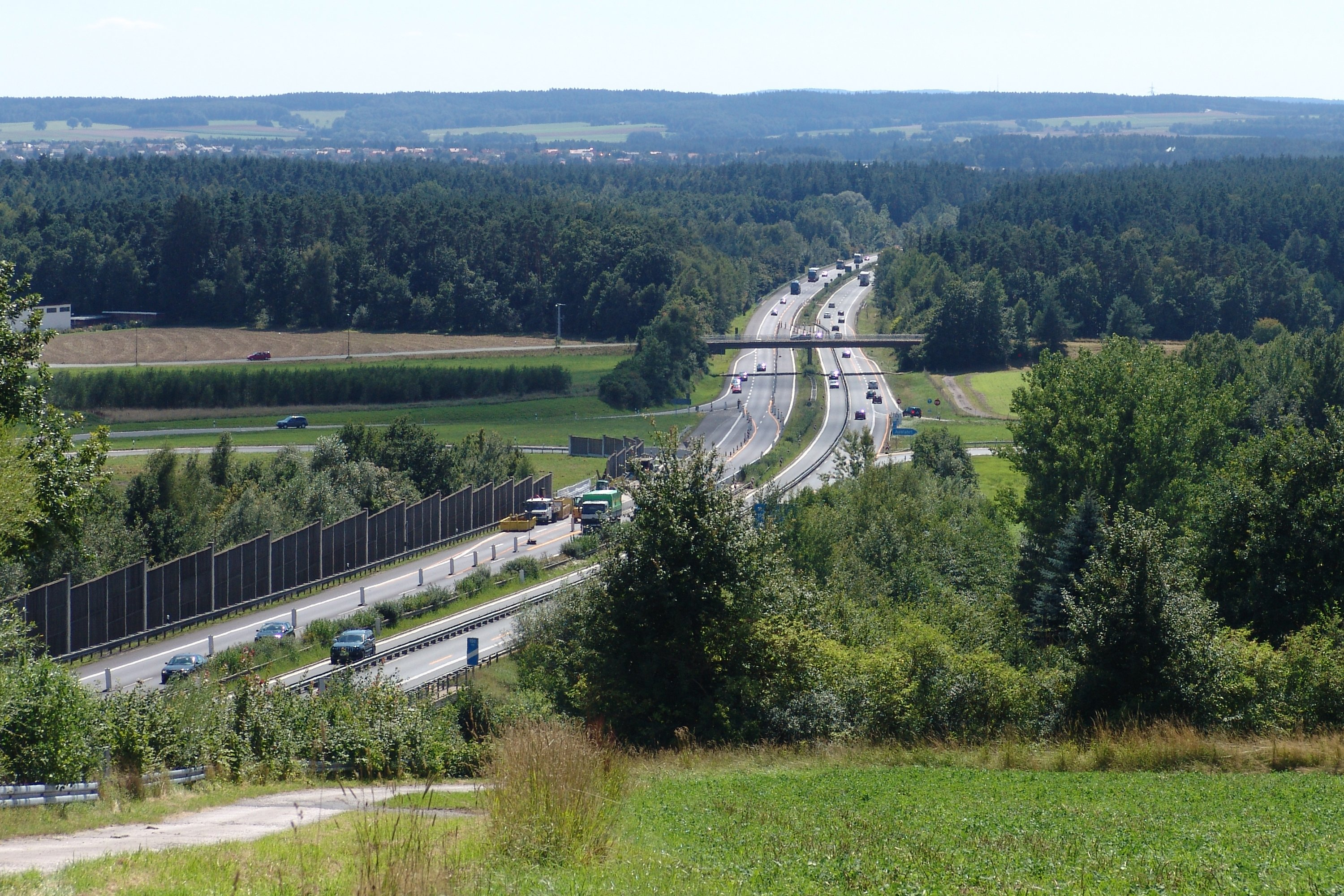
A 93 bei Altenstadt (Anschlussstelle 21b)

Altenstadt liegt an der Bundesautobahn 93 (Hof–Kiefersfelden). Im Rahmen des Neubaus der Nordumgehung von Altenstadt und Neustadt und der Anschlussstelle 21a (Neustadt) konnte der bislang stark belastete Ortskern im Jahr 2005 für den Schwerlastverkehr gesperrt und vom überregionalen Durchgangsverkehr befreit werden. Ein Antrag beim Bund, den innerstädtischen Streckenabschnitt der Bundesstraße 15 (Hof–Rosenheim) zur Staatsstraße herabzustufen und die Nordumgehung zur A 93 als B 15 auszuweisen, wurde bislang nicht genehmigt. Die Bundesstraße 22 führt von Würzburg nach Cham.
Altenstadt verfügt seit dem 9. Dezember 2007 über einen Haltepunkt an der Bahnstrecke Weiden–Oberkotzau mit Verbindungen nach Hof, Nürnberg und Regensburg. Außerdem gibt es einmal pro Tag eine Direktverbindung von Hof nach München, mit dem Alex.

### Bildungseinrichtungen
- zwei Kindergärten (katholischer Kindergarten Arche NoaH und Kindergarten der Arbeiterwohlfahrt Regenbogenland)
- Grundschule
- Hauptschule mit M-Zweig

### Sport
- SG Eichenlaub Meerbodenreuth e. V. (Schießsport)[9]
- 1. SKC Altenstadt/Neustadt (Sportkegeln)
- SKC weiß-blau (Sportkegeln)
- SV Altenstadt a. d. Waldnaab 1949 e. V.

## Persönlichkeiten

### Ehrenbürger der Gemeinde
- Michael Hardt (1878–1962), Heimatforscher und Chronist

### Söhne und Töchter der Gemeinde
- Anton Wurzer (1893–1955), Oberpfälzer Mundart- und Heimatdichter
- Hans-Rudolf Singer (1925–1999), Arabist und Semitist
- Wilhelm Füßl (* 1955), Historiker und Archivar